# Monosyntaxis ochosphena
Monosyntaxis ochosphena is een beervlinder uit de familie van de spinneruilen (Erebidae). De wetenschappelijke naam van de soort is voor het eerst geldig gepubliceerd in 1928 door Wileman & West.